# 长沙紫凤公园
长沙紫凤公园（紫凤园）为湖南省长沙市开福区境内一处微型公园，位于湘江以西、银盆岭大桥桥头，紧邻湘江路（湘江大道），总面积约50亩。园区内花坛面积1,000平方米，植被覆盖率75%。景点有紫藤廊、出水芙蓉、水幕水池、生肖墙、三足塔、小溪桥和假山计10处；此外立有银盆岭大桥桥志碑。林木有雪松、杨树、黄杨、红继木等。体育设施涉及篮球、乒乓球、羽毛球、射击、攀岩和极限运动6个类别；游乐设施涉及电池车、溜冰场、赛车等12种游乐项目。紫凤园始建于1992年，1993年12月22日正式对外开放。随湘江路拓宽改造公园于2004年完成改建，改建后的公园成为绿化与体育休闲为主的公园，也是长沙首个体育公园。